# Comuna Romanu, Brăila
Romanu este o comună în județul Brăila, Muntenia, România, formată din satele Oancea și Romanu (reședința).

## Așezare
Comuna se află în zona central-nordică a județului și este străbătută de șoseaua județeană DJ221, care o leagă spre est de Cazasu (unde se termină în DN22) și spre vest de Gemenele, Râmnicelu, Șuțești (unde se intersectează cu același DN22) și Ianca (unde se termină în DN2B).

## Demografie
Componența etnică a comunei Romanu
     Români (88,95%)
     Alte etnii (0%)
     Necunoscută (11,05%)
Componența confesională a comunei Romanu
     Ortodocși (83,77%)
     Romano-catolici (2,81%)
     Adventiști (1,75%)
     Alte religii (0,25%)
     Necunoscută (11,42%)
Conform recensământului efectuat în 2021, populația comunei Romanu se ridică la 1.602 locuitori, în scădere față de recensământul anterior din 2011, când fuseseră înregistrați 1.782 de locuitori. Majoritatea locuitorilor sunt români (88,95%), iar pentru 11,05% nu se cunoaște apartenența etnică. Din punct de vedere confesional, majoritatea locuitorilor sunt ortodocși (83,77%), cu minorități de romano-catolici (2,81%) și adventiști (1,75%), iar pentru 11,42% nu se cunoaște apartenența confesională.

## Politică și administrație
Comuna Romanu este administrată de un primar și un consiliu local compus din 11 consilieri. Primarul, Steluța Ioniță[*], de la Partidul Național Liberal, este în funcție din 2016. Începând cu alegerile locale din 2024, consiliul local are următoarea componență pe partide politice:
|  | Partid                          | Consilieri | Componența Consiliului | Componența Consiliului | Componența Consiliului | Componența Consiliului | Componența Consiliului | Componența Consiliului |
|  | ------------------------------- | ---------- | ---------------------- | ---------------------- | ---------------------- | ---------------------- | ---------------------- | ---------------------- |
|  | Partidul Național Liberal       | 6          |                        |                        |                        |                        |                        |                        |
|  | Partidul Social Democrat        | 4          |                        |                        |                        |                        |                        |                        |
|  | Alianța pentru Unirea Românilor | 1          |                        |                        |                        |                        |                        |                        |

## Istorie
Satul Romanu a luat ființă în 1879, prin împroprietărirea însurățeilor în zona unde în trecut existau alte două sate mici, Plătica și Ceaunari. Comuna a fost fondată în plasa Vădeni a județului Brăila și avea o populație de 1255 de locuitori. În comună funcționau două mori de vânt, o biserică ridicată în 1890 de către locuitori și o școală mixtă cu 134 de elevi înființată în 1881. Satul Oancea avea pe atunci doar 73 de locuitori și făcea parte din comuna Șuțești.
În 1925, comuna Romanu era inclusă în plasa Silistraru a aceluiași județ și avea în componență, pe lângă satul eponim de reședință, și cătunele Coada Encii și Siliștea, având în total 3506 locuitori. Satul Oancea fusese atunci transferat la comuna Latinu.
În 1950, comuna Romanu a fost inclusă în raionul Brăila din regiunea Galați, din care a făcut parte până în 1968, când a luat actuala alcătuire și a revenit la județul Brăila.